# (8208) Volta
Pour les articles homonymes, voir Volta.
(8208) Volta est un astéroïde de la ceinture principale.

## Description
(8208) Volta est un astéroïde de la ceinture principale. Il fut découvert le 28 février 1995 à Sormano par Piero Sicoli et Pierangelo Ghezzi. Il présente une orbite caractérisée par un demi-grand axe de 2,55 UA, une excentricité de 0,25 et une inclinaison de 13,8° par rapport à l'écliptique.

## Compléments